# Криворожская шерстопрядильная фабрика
Криворожская шерстопрядильная фабрика — бывшее предприятие лёгкой промышленности в городе Кривой Рог.

## История
Сдана в эксплуатацию в сентябре 1976 года. Построена на землях, принадлежавших совхозу имени Карла Либкнехта. Строительство вёл трест «Криворожиндустрой», монтаж оборудования — трест «Союзмонтажлегпром».
В 1977 году пущена в строй вторая очередь фабрики.
В 1981 году 7 бригад фабрики носили почётные звания коллективов высокой эффективности и качества труда.
В 1989 году создано трикотажное производство.
В 1990 году фабрика внесена на Всеукраинскую доску почёта. В 1990 году — арендное предприятие с правом выкупа трудовым коллективом. В январе 1991 года выкуплена коллективом, получив название коллективной промышленно-торговой фирмы «Арго» по производству шерстяной пряжи.
В 1992 году создан участок по пошиву шерстяных простыней. В 1994 году преобразована в закрытое акционерное общество. В 1996 году созданы дочерние предприятия «Трикотаж», «Сердолик», в 1997 году — «Пряжа».
В 2001 году фабрика объявлена банкротом.

## Характеристика
Одна из самых мощных фабрик в Европе. Проектная мощность — 8500 тонн высококлассной пряжи в год. В первой очереди — 50 000 прядильных веретён. Площадь 70 га.
Продукция фабрики — чистошерстяная высококлассная пряжа для трикотажной промышленности в ассортименте 50 видов и 60 цветов. Годовой объём реализации продукции на 1986 год составлял более 257 миллиона рублей. Сырьё поступало из республик Средней Азии, Австралии, Аргентины и других стран. Среди потребителей — все республики СССР, 58 предприятий. Договора о сотрудничестве были заключены с Чарджоуской шерстяной прядильно-ткацкой фабрикой, Днепропетровским производственным экспериментальным трикотажным объединением «Днепрянка», Киевской базовой экспериментальной трикотажной фабрикой «Киевлянка».
Всего за 1976—2001 годы фабрикой выпущено 121 000 тонн пряжи, 62 000 простыней.
Для транспортного сообщения рядом с фабрикой была спроектирована станция ШПФ Криворожского скоростного трамвая.

### Коллектив
На фабрике работало 4200 человек. 41 рабочий награждён орденами и медалями: прядильщицы Заболотина Е. И. Райкова Т. И. — орденами «Знак Почёта», ленточницы О. Д. Снижко и Н. М. Хорунжей — дипломами 2-й и 3-й степени ВДНХ УССР.

#### Директора
- Животок И. И.;
- Зайцев А. В.;
- Кривцов М. А.;
- Татищев В. Б.;
- Писненко А. Д.